# Línia 12 del metro de Madrid
La Línia 12 del metro de Madrid és una línia de ferrocarril metropolità de la xarxa del metro de Madrid. Es tracta d'una línia circular que connecta les estacions de Puerta del Sur i San Nicasio. Discorre pels municipis del sud i del sud-oest de l'àrea metropolitana de Madrid (Alcorcón, Fuenlabrada, Getafe, Leganés i Móstoles). Enllaça amb la resta de la xarxa a través de la línia 10 i línies de rodalia de Madrid.
És la línia principal de MetroSur; i consta de 28 estacions obertes al públic, amb andanes de 115 metres, i un total de 40,96 km de longitud, per la qual cosa és la línia més gran de la xarxa.